# ...sa...
...sa... (fl. XVIII-XVII secolo a.C.) è stato un sovrano egizio, inserito nella XIV dinastia, di cui si conosce solo tale parte del nome.

## Biografia
Questo sovrano, come molti altri della stessa dinastia, è conosciuto solamente attraverso il Canone Reale.
L'analisi stilistica dei glifi utilizzati nella scrittura del nome di questo sovrano hanno condotto gli egittologi che hanno studiato il Canone Reale a proporre l'ipotesi che si tratti di un nome fittizio ossia corrispondente a un sovrano mai esistito e inserito, non si sa per quale ragione, nel documento che servì da fonte per la stesura del Canone Reale, tale situazione si presenta per buona parte dei nomi restanti nella colonna 9 e nella colonna 10 (le due colonne sono fortemente danneggiate e la loro lettura è resa difficoltosa ed incerta dal problema di collocare correttamente i vari frammenti del documento)

## Liste Reali
| HASH | G39 | Z1 | HASH |

| HASH | G39 | Z1 | HASH |

| HASH | G39 | Z1 | HASH |

| HASH | G39 | Z1 | HASH |

| HASH | G39 | Z1 | HASH |

| HASH | G39 | Z1 | HASH |

| HASH | G39 | Z1 | HASH |

| HASH | G39 | Z1 | HASH |

## Cronologia
| Periodo                    | Dinastia | periodo di regno                            |
| Secondo periodo intermedio | XIV      | tra il 1720 a.C. e il 1630 a.C. (± 50 anni) |

| predecessore: Hab | Signore del Basso e dell'Alto Egitto | successore: Hepu |

| Dinastie contemporanee | Capitale |
| XIII                   | Ity Tawy |